# Peloribates europaeus
Peloribates europaeus är en kvalsterart som beskrevs av Rainer Willmann 1935. Peloribates europaeus ingår i släktet Peloribates och familjen Haplozetidae. Inga underarter finns listade i Catalogue of Life.